# صموئيل إس. كونر
صموئيل إس. كونر (بالإنجليزية: Samuel S. Conner)‏ هو محامي وسياسي أمريكي، ولد في 1783 في إيكستر في الولايات المتحدة، وتوفي في 17 ديسمبر 1820 في كوفينغتون في الولايات المتحدة. حزبياً، نشط في الحزب الجمهوري الديمقراطي. وقد انتخب عضو مجلس النواب الأمريكي.